# Georg Wilhelm Löffelholz von Kolberg
Freiherr Georg Wilhelm Löffelholz von Kolberg (* 9. Juni 1661 in Nürnberg; † 10. August 1719 in Ofen) war kaiserlicher österreichischer Feldzeugmeister. Er galt als einer der fähigsten Generäle im Heer des Prinzen Eugen von Savoyen.

## Herkunft
Seine Eltern waren der Losungsamtmann der Reichsstadt Nürnberg Jacob Wilhelm von Löffelholz von Kolberg und dessen Ehefrau Regina Katharina Scheurl von Defersdorf.

## Leben
Löffelholz ging schon in frühester Jugend in kaiserliche Dienste. Er bekam seine militärischen Ausbildung auf die Ritterakademie nach Turin. Er kam 1676 zunächst als Page, später als Stallmeister in die Dienste des Kriegspräsidenten Markgraf Hermann von Baden-Baden (1628–1691). Seine Feuertaufe erhielt er in den Kriegen gegen die Franzosen unter Ludwig XIV. Bereits 1681 wurde er Hauptmann im Infanterieregiment Graf Daun . Er kam anschließend nach Ungarn, wo er im Frühjahr 1683 am Feldzug gegen die Türken teilnahm. Als Hauptmann nahm er unter anderem an der Einnahme von Eperies, Kaschau und Podek teil. In der Zeit wurde er Oberstwachtmeister im Regiment Houchin. Er wurde 1685 zum Oberstlieutenant befördert und wurde Kommandant von Cedam. Dort konnte er eine Belagerung durch ein starkes türkisch-tartarisches Korps zurückschlagen. Mit seinem Regiment machte er Streifzüge in Siebenbürgen. Am 19. August 1691 kämpfte er in der Schlacht bei Slankamen, wofür er eine kaiserliche Belobigung erhielt. In den folgenden Jahren kommandierte er verschiedene Festungen wie Lipa, Karansebes und Kronstadt. 1699 wurde er dafür zum wirklichen Oberst befördert. Von 1701 bis 1704 hatte er den Oberbefehl über Arad, wobei er den Unterhalt der ganzen Besatzung aus eigenen Mitteln bestritt. Dazu konnte er auch Angriffe des Pascha von Temesvar abwehren. Im Dezember 1702 besetzte er die Freistadt Käsmarkt. Am 16. April 1704 wurde er Generalfeldwachtmeister und am 20. Mai 1707 zum Feldmarschall-Lieutenant ernannt. Dazu erhielt er das Infanterieregiment Friesen.
Für seine Dienste wurde er am 6. August 1708 in den erblichen Freiherrnstand erhoben.
1710 kämpfte er wieder in Ungarn gegen die Kuruzen und stand mit der Armee zunächst in Liptau. Im Januar 1710 begann er mit der Belagerung von Leutschau, das am 13. Februar kapitulierte. Am 24. Juni 1710 wurde er dafür zum Hofkriegsrat ernannt, blieb aber bei der aktiven Armee. Am 12. Juli kapitulierte das als uneinnehmbar geltende „Zipser Haus“. Am 22. Juni kapitulierte die letzte Festung der Rebellen Munkacs, der Aufstand von Franz II. Rákóczi war damit beendet.
Am 28. August 1713 wurde Löffelholz Kommandant der Festung Peterwardein. Am 2. Mai 1716 erhob ihn der Kaiser zum Obristfeldzeugmeister und Chef des Feldartilleriewesens. 1716 trat Österreich in den Venezianischen Türkenkrieg ein. Am 15. Juni 1716 besetzte er den Pass Mitrovizza, während Eugen gegen Belgrad vorrückte. Während der Schlacht von Peterwardein am 5. August 1716 kommandierte er die Kronwerke und den 1. und 2. Abschnitt. Am 22. August 1716 wurde der Pass von Kanischa besetzt, wodurch die Verbindung zwischen Serbien und Bosnien getrennt wurde.
Im November 1717 wurde er Festungskommandant von Ofen sowie kommandierender General des dortigen Distrikts. Er starb an Folgen der Gicht am 10. August 1719. Am 13. August wurde er in der Loretokapelle der Jesuitenkirche (Matthiaskirche) beigesetzt.

## Familie
Löffelholz heiratete am 3. Mai 1687 Maria Polyxena Stuppart von Löwenthal († 1692), eine Tochter des königlichen Rates Peter Stuppart von Löwenthal. Das Paar hatte mehrere Kinder, darunter:
- Donatus (1688–1694)
- Maria Margaretha (* 24. Oktober 1691; † 11. Mai 1745)

⚭ Franz Karl Colonna von Fels
⚭ 1714 Christian Friedrich Wilhelm Schenk von Schmidtburg (1676–1739), k.k. Generalmajor und Kommandant von Hamburg
Sein einziger Sohn Josef (* 30. September 1689; † 23. Juni 1719) fiel als Oberstlieutenant und Kommandant des Infanterieregiments Löffelholz in der Schlacht bei Francavilla; er war mit der Gräfin Franziska Theresa von Grotten verheiratet.
Nach dem Tod seiner ersten Frau heiratete Löffelholz 1708 die Gräfin Charitas Constantia von Zauner († 1725).